# BMシウダー・レアル
BMシウダー・レアル(Balonmano Ciudad Real)は、スペイン・カスティーリャ＝ラ・マンチャ州シウダー・レアル県シウダー・レアルに拠点を置いていたハンドボールチーム。1983年に創設され、2011年に解散した。リーガASOBAL（国内リーグ）では5回、EHFチャンピオンズリーグ（ヨーロッパ最高のクラブを決める大会）では3回、IHFスーパーグローブ（世界最高のクラブを決める大会）では2回優勝している。

## 歴史
1983年にシウダー・レアル県シウダー・レアルを本拠地として創設されたが、当時はADCカセリオ・ビゴンという名称だった。1993年には同じくシウダー・レアルに本拠地を置いていたADCシウダー・レアルがADCカセリオ・ビゴンのリーグ出場権利を購入し、BMシウダー・レアルに改称した。
2003年にはコパ・デル・レイで初優勝し、2003-04シーズンにはリーガASOBALで初優勝した。2005-06シーズンにはEHFチャンピオンズリーグで初優勝し、2007年にはIHFスーパーグローブで初優勝。2007-08シーズンと2008-09シーズンにはEHFチャンピオンズリーグで2連覇を達成し、2010年には再びIHFスーパーグローブで優勝した。2006-07シーズンから2009-10シーズンにはリーガASOBALで4連覇を達成した。
2011年7月にはシウダー・レアルからマドリードに移転し、BMネプトゥーノ（BMアトレティコ・マドリード）に改称した。しかしBMネプトゥーノも2013年に解散した。

## タイトル

### 国内大会
- リーガASOBAL (5) : 2003–04, 2006–07, 2007–08, 2008–09, 2009–10
- コパ・デル・レイ (3) : 2003, 2008, 2011
- コパASOBAL（英語版） (6) : 2004, 2005, 2006, 2007, 2008, 2011
- スーペルコパASOBAL（英語版） (3) : 2005, 2008, 2011

### 国際大会
- IHFスーパーグローブ (2) : 2007, 2010
- EHFチャンピオンズリーグ (3) : 2005–06, 2007–08, 2008–09
- EHFチャンピオンズ・トロフィー（英語版） (3) : 2005, 2006, 2008
- EHFカップウィナーズカップ（英語版） (2) : 2002, 2003